# Markéta z Yorku
Markéta z Yorku (3. května 1446, Northamptonshire – 23. listopadu 1503, Mechelen), také po sňatku známá jako Markéta Burgundská, byla jako manželka Karla Smělého burgundskou vévodkyní a po jeho smrti sloužila jako ochránkyně Burgundského státu. Narodila se jako dcera Richarda Plantageneta, 3. vévody z Yorku, a jeho manželky Cecílie Nevillové. Jejími bratry byli dva králové Anglie, Eduard IV. a Richard III.

## Mládí a rodina
Vévodkyně Isabela Burgundská, matka Karla Smělého, byla prostřednictvím své pokrevní vazby a vnímáním burgundských zájmů proanglická. Jako vnučka Jana z Gentu sympatizovala s Lancastery. Věřila, že burgundský obchod, z něhož burgundský stát čerpal své obrovské bohatství, závisí na přátelských vztazích s Anglií. Z toho důvodu byla připravena přiklonit se k jakékoli anglické frakci, která byla ochotna upřednostnit Burgundsko. V roce 1454 se rozhodla pro Yorky, v jejichž čele stál Markétin otec Richard Plantagenet, 3. vévoda z Yorku. Ačkoli byl anglický král Jindřich VI. hlavou rodu Lancasterů, jeho manželka Markéta z Anjou byla neteří lítého nepřítele Burgundska, francouzského krále Karla VII., a sama byla nepřítelem Burgundů. Vévoda z Yorku naproti tomu sdílel burgundské nepřátelství vůči Francouzům.
Z toho důvodu, když se vévoda z Yorku dostal v letech 1453–54 během prvního období šílenství Jindřicha VI. k moci, došlo mezi ním a Isabelou k jednání o sňatku mezi Karlem Smělým, hrabětem z Charolais, a jednou z Yorkových neprovdaných dcer, z nichž byla osmiletá Markéta nejmladší. Jednání však ztroskotala kvůli mocenským bojům v Anglii a preferencím Karlova otce Filipa Dobrého, který upřednostňoval alianci s Francií. Filip Karla v březnu 1454 zasnoubil s Isabelou Bourbonskou, dcerou vévody Karla I. Bourbonského a Anežky Burgundské. Pár byl oddán 31. října 1454.
Markéta, která byla pro svou rodinu užitečným nástrojem pro vyjednávání, byla v 19 letech stále svobodná, když Isabela Bourbonská v září 1465 zemřela. Porodila Karlovi jediné dítě, dceru Marii, což pro něj znamenalo nutnost se znovu oženit a zplodit dědice. Situace se od roku 1454 změnila: Karla od té doby začal jeho otec vysoce respektovat a ve stáří mu svěřil vládu nad Burgundskem. Karel byl proanglický a chtěl uzavřít alianci s Anglií proti Francii. Markétina rodina byla navíc mnohem mocnější, než v roce 1454: její otec sice 30. prosince 1460 zemřel v bitvě u Wakefieldu, ale její bratr Eduard se stal anglickým králem, proti čemuž stála Markéta s Anjou se svým synem Eduardem z Walesu. To z Markéty udělalo mnohem cennější nevěstu, než když byla dcerou vévody. Proto Karel poslal několik týdnů po smrti své manželky do Londýna svého blízkého poradce Guillauma de Clugnyho, aby navrhl Eduardovi IV. sňatek mezi ním a Markétou. Eduard odpověděl vřele a na jaře 1466 poslal svého švagra, lorda Scalese, do Burgundska, kde Scales formálně nabídl Markétinu ruku Karlovi a předložil Eduardův vlastní návrh na sňatek mezi Karlovou dcerou Marií a Eduardovým bratrem Jiřím.

## Manželství

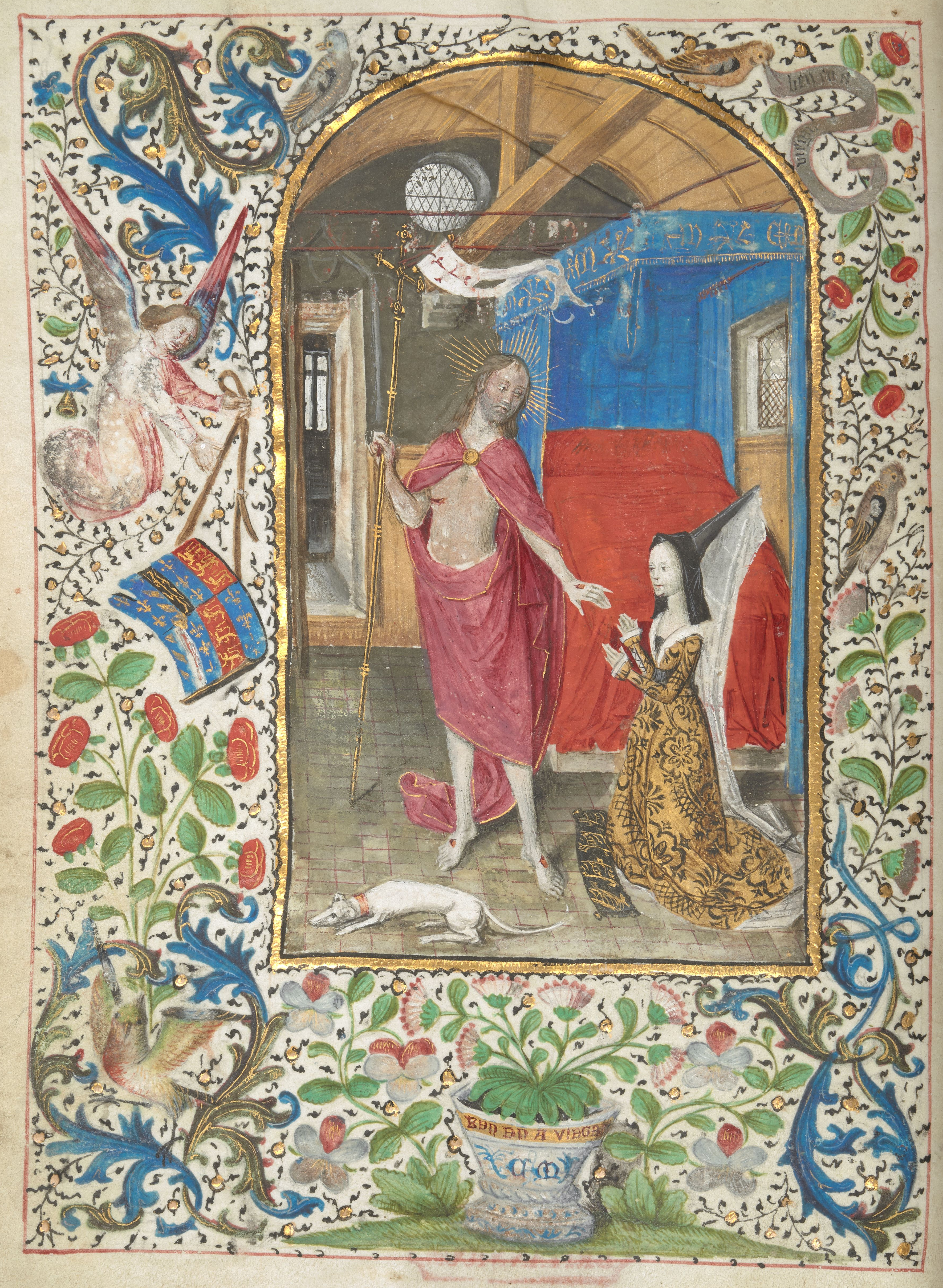
Markéta z Yorku před vzkříšeným Kristem, asi 1468, z její kopie Dialogue de la duchesse de Bourgogne Nicolase Fineta

Ke svatbě však nedošlo okamžitě. Bylo nutné pokračovat v rozhovorech, zejména proto, že Karel nebyl ochoten provdat své jediné dítě a potenciální dědičku za Jiřího, a tyto rozhovory vedl Antonín Burgundský, Karlův nevlastní bratr. Další problémy přišly ze strany Francouzů: král Ludvík XI. nechtěl alianci mezi Burgundskem a Francií, svými největšími nepřáteli. Ludvík se tedy pokusil alianci rozbít tím, že Karlovi nabídl ruku své starší dcery Anny, ruku mladší dcery Johany Eduardovu nejmladšímu bratrovi Richardovi, a svého švagra Filipa z Bresse nabídl jako manžela pro Markétu. Eduard projevil zájem o poslední dva návrhy, čímž urazil Karla Smělého a zdržel anglo-burgundské svazky.
Místo toho byla v roce 1466 Markéta zasnoubena s Petrem, portugalským konstáblem, jehož vzbouření Katalánci vyzvali, aby se stal jejich králem. Petr byl sám synovcem vévodkyně Isabely Burgundské a tak zasnoubení znamenalo pokus o uklidnění Burgundska. Sňatek se však neuskutečnil; vyčerpaný nemocí, zklamáním, smutkem a přepracovaností Petr 30. června 1466 zemřel.
V roce 1467 se situace opět změnila. Filip Dobrý zemřel a Karel Smělý se stal burgundským vévodou. Richard Neville, hrabě z Warwicku, se obrátil proti králi Eduardovi a spikl se proti němu s Francouzi. Eduard za takových okolností potřeboval Karlovu podporu a nekladl žádné další překážky jednání o sňatku, formálně s ním souhlasil v říjnu 1467. Jednání mezi Karlovou matkou Isabelou a královým švagrem lordem Scalesem a tchánem hrabětem Riversem následně pokračovala mezi prosincem 1467 a červnem 1468.
Během této doby Ludvík XI. dělal vše, co mohl, aby sňatku zabránil, požadoval, aby papež odmítl udělit dispens pro sňatek (pár byl bratranci čtvrtého stupně), slíbil obchodní přízeň Angličanům, čímž podkopal Eduardův kredit u mezinárodních bankéřů, aby mu zabránili zaplatit za Markétino věno, povzbuzoval lancasterskou invazi do Walesu a pomlouval Markétu tvrzením, že nebyla panna a porodila nemanželského syna. Byl ignorován a dispens byl zajištěn poté, co burgundské úplatky zajistily papežský souhlas. Mezi Anglií a Burgundskem byla sepsána komplexní dohoda, která se týkala vzájemné obrany, obchodu, směny měn, rybolovných práv a svobody cestování, vše založené na sňatku mezi vévodou a Markétou. Podle podmínek svatební smlouvy si Markéta ponechala svá práva na anglický trůn a její věno bylo přislíbeno Burgundsku, i kdyby zemřela během prvního roku manželství (často se za takových okolností věno vracelo rodině nevěsty). Za sebe Karel Markétě věnoval města Mechelen, Oudenaarde a Dendermonde.
Manželská smlouva byla dokončena v únoru 1468 a Eduardem IV. podepsána v březnu. Papežská dispens dorazila koncem května a začaly přípravy na vyslání Markéty do Burgundska. Mimo Burgundsko pro to nebylo nadšení – Francouzi přirozeně nenáviděli toto spojení mezi svými dvěma nepřáteli, zatímco angličtí obchodníci, kteří stále trpěli omezením prodeje svých látek v Anglii, dali najevo svůj nesouhlas tím, že napadli holandské a vlámské obchodníky, kteří byli mezi nimi.
Markéta odjela 23. června 1468. Lord Scales a Richard Boyville byli mezi těmi, kteří ji doprovázeli na setkání s jejím budoucím ženichem. Navzdory tomu, že Ludvík XI. nařídil svým lodím, aby se jí na její cestě zmocnily, její konvoj projel bez incidentů a dorazil do Sluys 25. června večer. Následující den se Markéta setkala s ženichovou matkou, Isabelou, a dcerou Marií; setkání bylo úspěšné a všechny tři zůstaly blízkými přítelkyněmi po celý život. 27. června se Markéta poprvé setkala s Karlem a 3. července byl pár mezi 5. a 6. hodinou ranní soukromě oddán v domě bohatého obchodníka z Damme. Karel pak odjel do Brugg a umožnil nové vévodkyni tu čest vstoupit do města o několik hodin později odděleně.

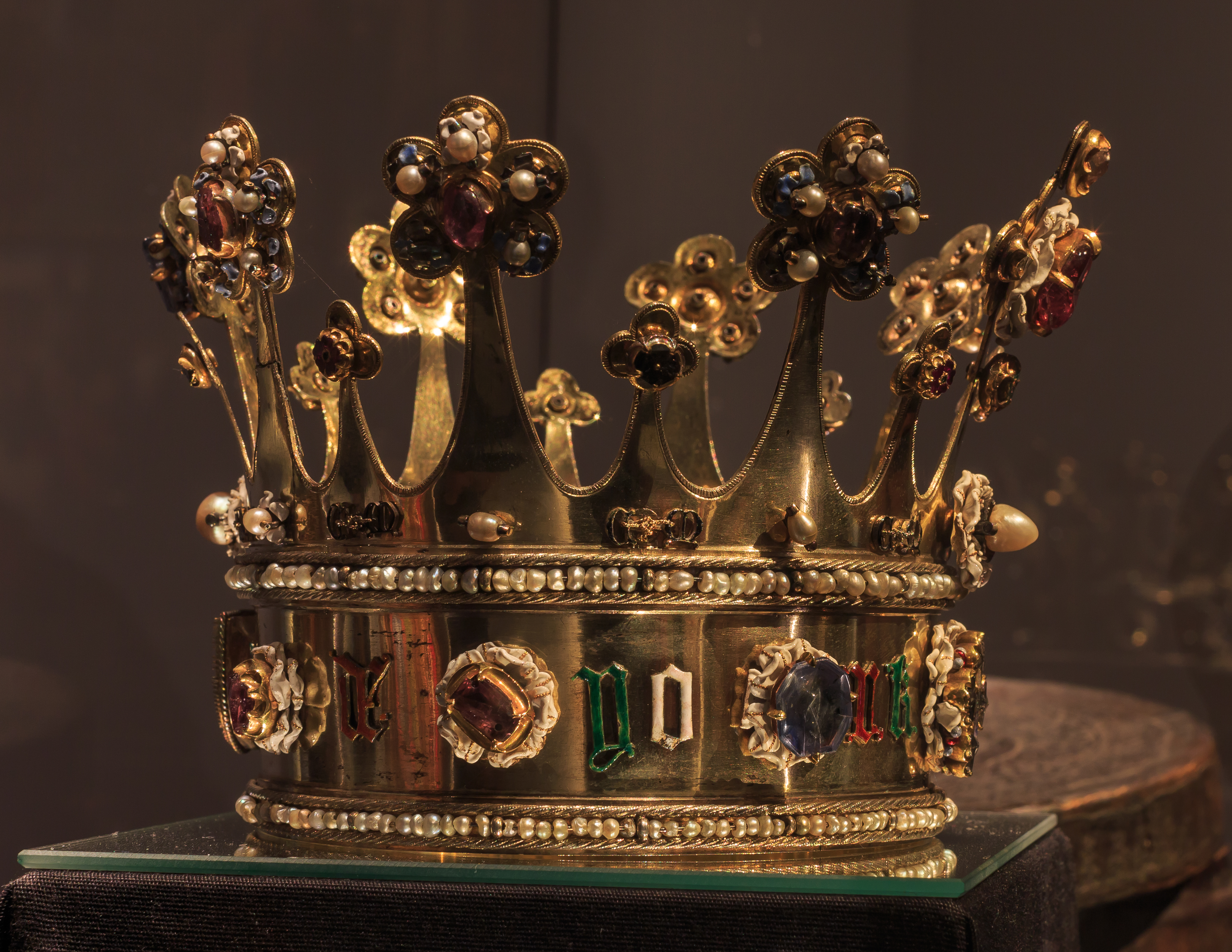
Koruna Markéty z Yorku, pokladnice katedrály v Cáchách

Oslavy, které následovaly, byly extravagantní i na poměry Burgunďanů, kteří již byli známí svým bohatstvím a velkorysými slavnostmi. Nevěstin Joyeuse Entrée proběhl ve zlatých nosítkách tažených bílými koňmi a na hlavě měla korunku. Během tohoto průvodu okouzlila měšťany Brugg, když jim raději zamávala, než aby se uzavřela před větrem a deštěm. V samotném městě víno volně tryskalo z vyřezávaných lukostřelců a umělých pelikánů na umělých stromech; kanály byly ozdobeny pochodněmi a mosty vyzdobeny květinami; všude byly vystaveny erby šťastného páru, doprovázené motty manželů: Karlovým Je l'ay emprins ("Převzal jsem to") a Markétiným Bien en aviengne ("Ať z toho vzejde dobro"). Oslavy také zahrnovaly „Turnaj o Zlatý strom“, který byl uspořádán kolem propracovaně podrobné alegorie, určené k uctění nevěsty.
Když se tam objevili vévoda a vévodkyně, oba měli nádherné koruny. Markétina koruna byla zdobena perlami a smaltovanými bílými růžemi Yorků zasazenými mezi červeně, zeleně a bíle smaltovanými písmeny jejího jména ("Margarita de York", m ar ga ri ta de yo rk) se zlatými Cs a Ms, propletené mileneckými uzly.
Karel měl na sobě stejně nádhernou korunu doprovázenou zlatými šaty posetými diamanty, perlami a velkými drahokamy. Průvody, ulice lemované gobelínem visícím na domech, hostiny, maškary a alegorické zábavy, klenoty zapůsobily na všechny pozorovatele jako "sňatek století".

## Burgundská vévodkyně

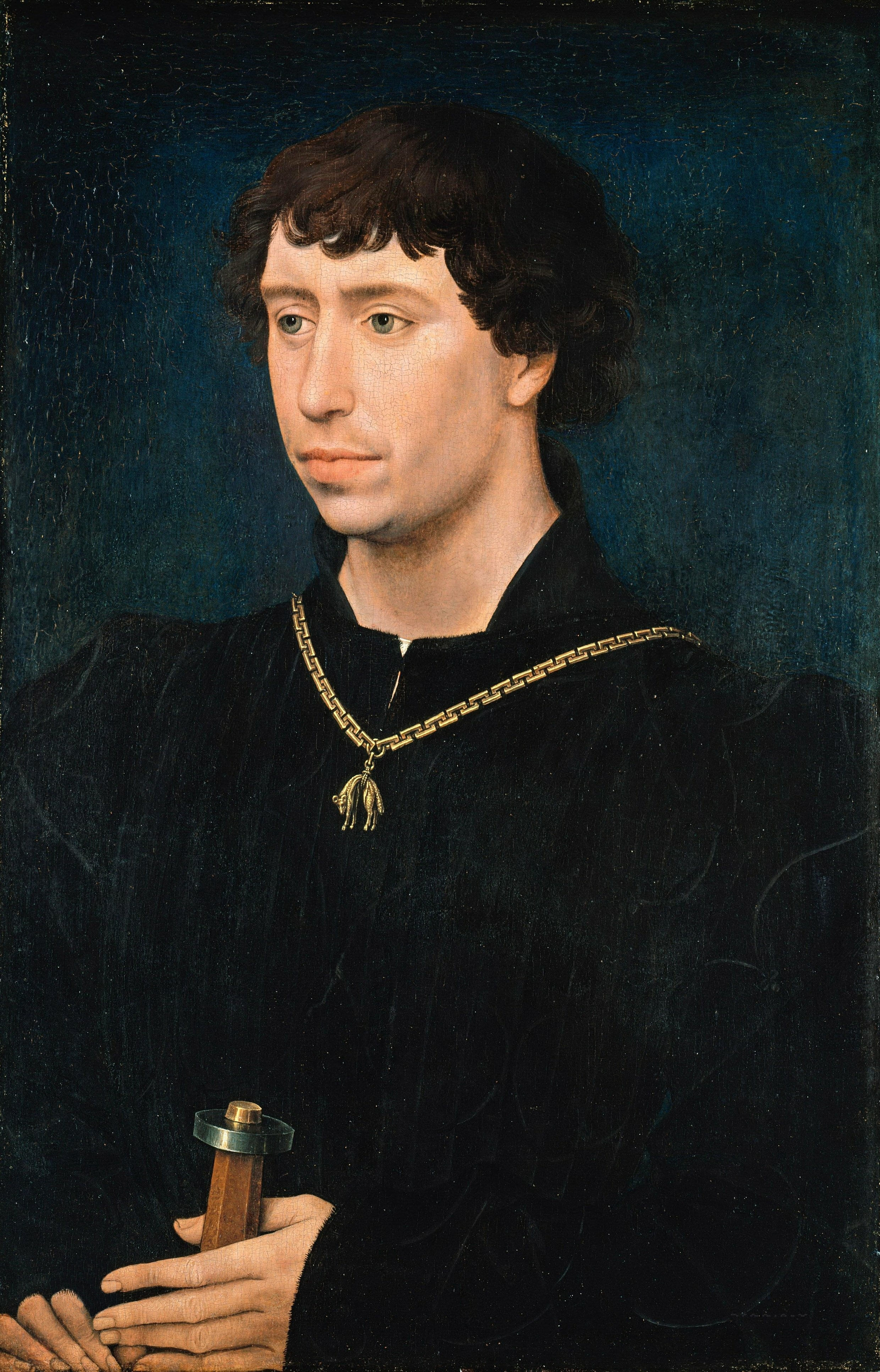
Karel Smělý, Markétin manžel

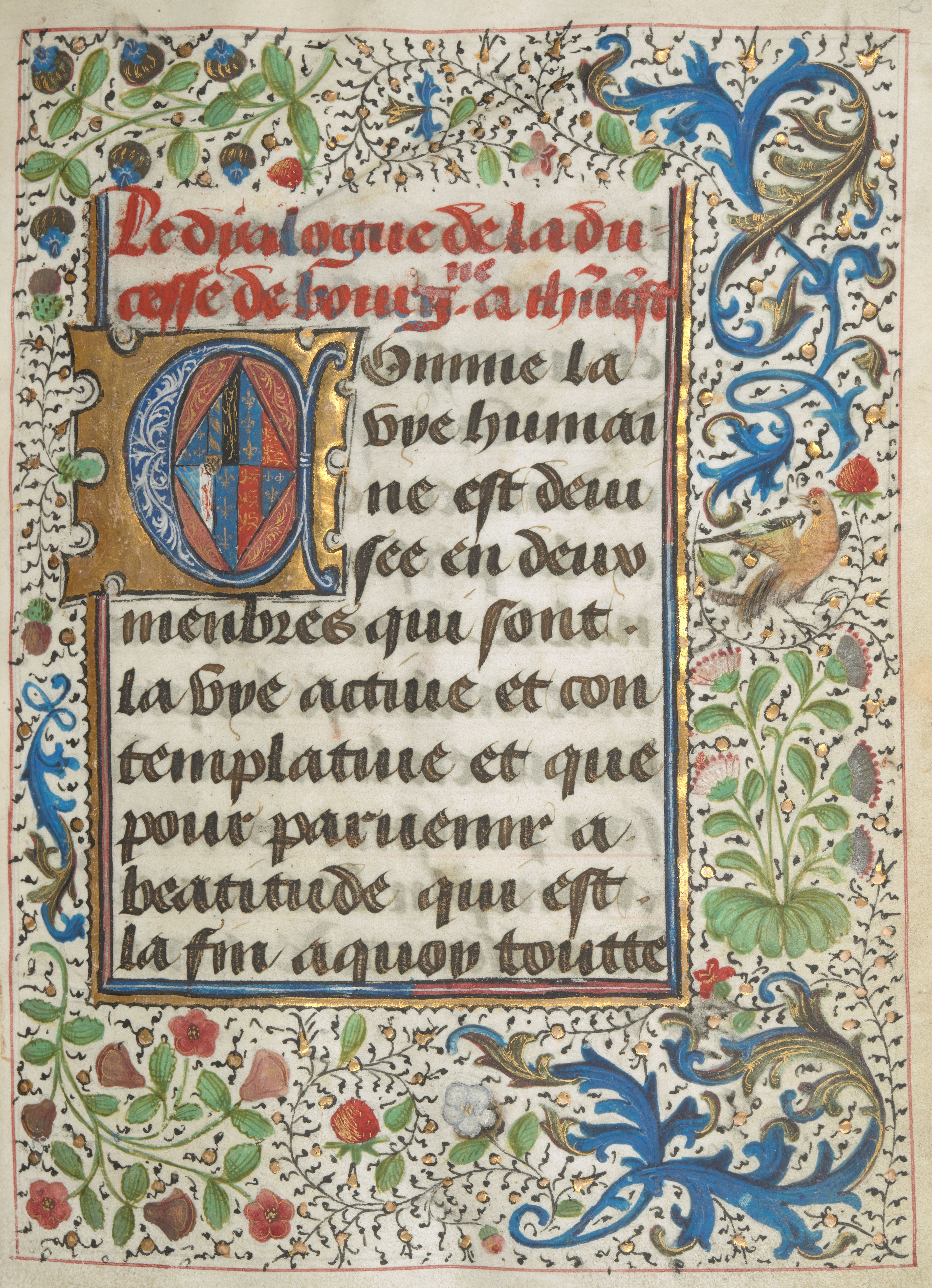
Iluminovaný rukopis s historickou iniciálou obsahující erb Markéty jako vévodkyně z Burgundska

Ačkoli se z manželství nenarodily žádné děti, byla Markéta pro Burgundsko cenným přínosem. Okamžitě po svatbě projela Markéta s nevlastní dcerou Marií Vlámsko, Brabantsko a Henegavsko, po cestě navštívily velká města: v Urselu, Gentu, Dendermonde, Asse, Bruselu, Oudenaarde a Kortrijku byli všichni ohromeni její inteligencí a schopnostmi. Méně cenné byly rodinné vazby, které přinesla. V květnu 1469 se její bratr Eduard IV. pokusil udělit Karlu Smělému podvazkový řád, což by byla pocta, která by Karla učinila vinným ze zrady proti Ludvíku XI., kdyby ji přijal; ačkoli vévodkyně vdova Isabela svého syna varovala, aby nabídku odmítl, Karel ji přesto přijal, čímž dal Ludvíkovi XI. záminku pro další machinace proti Burgundsku.
Svržení jejího bratra snížilo Markétinu dynastickou hodnotu; to, spolu s ohledem na jejího bratra, ji přimělo vášnivě prosit svého manžela, aby podporoval Eduarda a učinil opatření k jeho návratu na trůn. Manžel však jejím prosbám věnoval malou pozornost; když se rozhodl podpořit Eduarda, bylo to tehdy, když se sám rozhodl, že je v jeho nejlepším zájmu postavit se lancasterské vládě Anglie, podporované Francií, která byla počátkem prosince 1470 povzbuzena anglickou situací k vyhlášení války Burgundsku. 4. ledna 1471 Karel souhlasil, že podpoří krále v exilu při znovuzískání anglického trůnu, a po tomto obnovení přátelství mezi oběma muži následovala Eduardova návštěva Markéty v Hesdinu, což bylo poprvé, kdy se sourozenci viděli od Markétina odjezdu z Anglie.

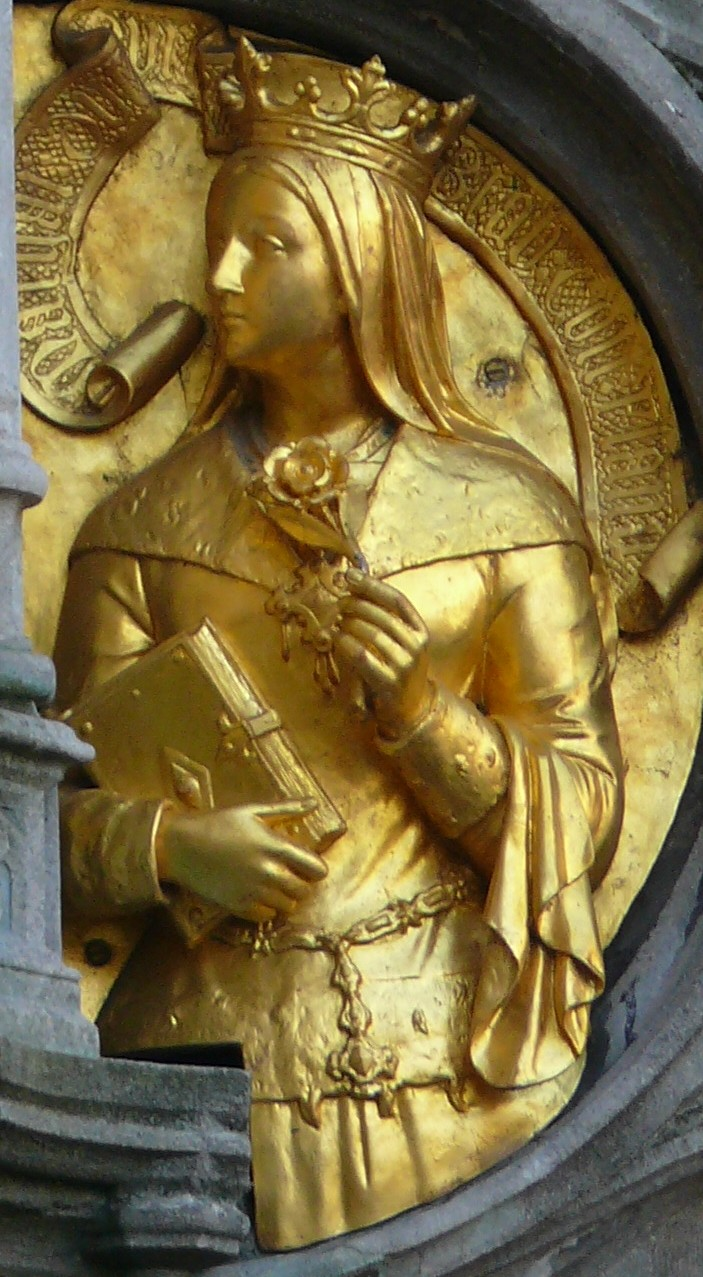
Pozlacená socha Markéty z Yorku na fasádě baziliky svaté Krve v Bruggách, 1529–1533

V dubnu 1471 byl Eduard zpět v Anglii; Markéta pečlivě sledovala události, žádala o přesné podrobnosti o situaci v Anglii a s potěšením zaznamenala usmíření mezi jejími bratry Jiřím a Eduardem. Poskytla také své tchyni Isabele informace o průběhu Eduardova tažení za znovuzískáním trůnu: byla to ona, kdo odpověděl na Isabeliny otázky ohledně údajného neuctivého zacházení s hrabětem z Warwicku vysvětlením, že Eduard "slyšel, že nikdo ve městě nevěřil, že Warwick a jeho bratr jsou mrtví, a tak nechal [Eduard] jejich těla přivézt do St Paul's, kde je položili a odkryli od hrudi nahoru před zraky všech." Eduard IV. úspěšně dosedl zpět na trůn; Eduard z Walesu, syn a dědic Jindřicha VI. zemřel v bitvě a Jindřich VI., který se krátce vrátil na trůn, zemřel ve své cele v londýnském Toweru o dva týdny později. Tato dvě úmrtí ukončily přímou linii rodu Lancasterů.
Tou dobou už začínalo selhávat zdraví vévodovy matky Isabely; v červnu 1471 sepsala svou závěť, ve které odkázala své oblíbené sídlo La-Motte-au-Bois Markétě. Přesto ve stejnou dobu Isabela a Karel zaútočili na Markétinu rodinu; po smrti Jindřicha VI. a jeho syna byla Isabela jedním z nejvyšších členů rodu Lancasterů a měla silný nárok na anglický trůn; tento nárok v červenci legálně přenesla na Karla, což mu umožnilo si nárokovat anglický trůn, a to i přes skutečnost, že jeho švagr byl král Anglie. Nicméně, Karel se rozhodl své nároky neprosazovat, výhodnější pro něj bylo podporovat Eduarda IV.
V roce 1477 její postavení burgundské vévodkyně už nebylo tak skvělé, jak bývalo; po Isabelině smrti v roce 1471 byl Karel stále despotičtější a grandióznější, snil o založení nového království Lotharingie od Severního moře po Středozemní moře; aby toho dosáhl, neustále válčil se svými sousedy, kteří odpověděli spojenectví proti němu. Mezitím se Ludvík XI. ukázal jako mistrný v destabilizaci burgundského státu: Eduard IV. byl ke svému spojenci lhostejný, Ludvík podkopal Karlovu reputaci a bankovní úvěr a burgundský obchod udusila francouzská embarga. V roce 1476 byl vévoda svými lidmi, kteří trpěli tím, že Francouzi odmítli vyvážet své víno a chléb do Burgundska, považován za tyrana, lid se děsil jeho hrozných odvet proti rebelům, kteří se proti němu postavili. V roce 1476 sjednal zásnuby své dcery a dědičky s Maxmiliánem Habsburským; 5. ledna 1477 byl Karel zabit v bitvě u Nancy v Lotrinsku.

## Vévodkyně vdova

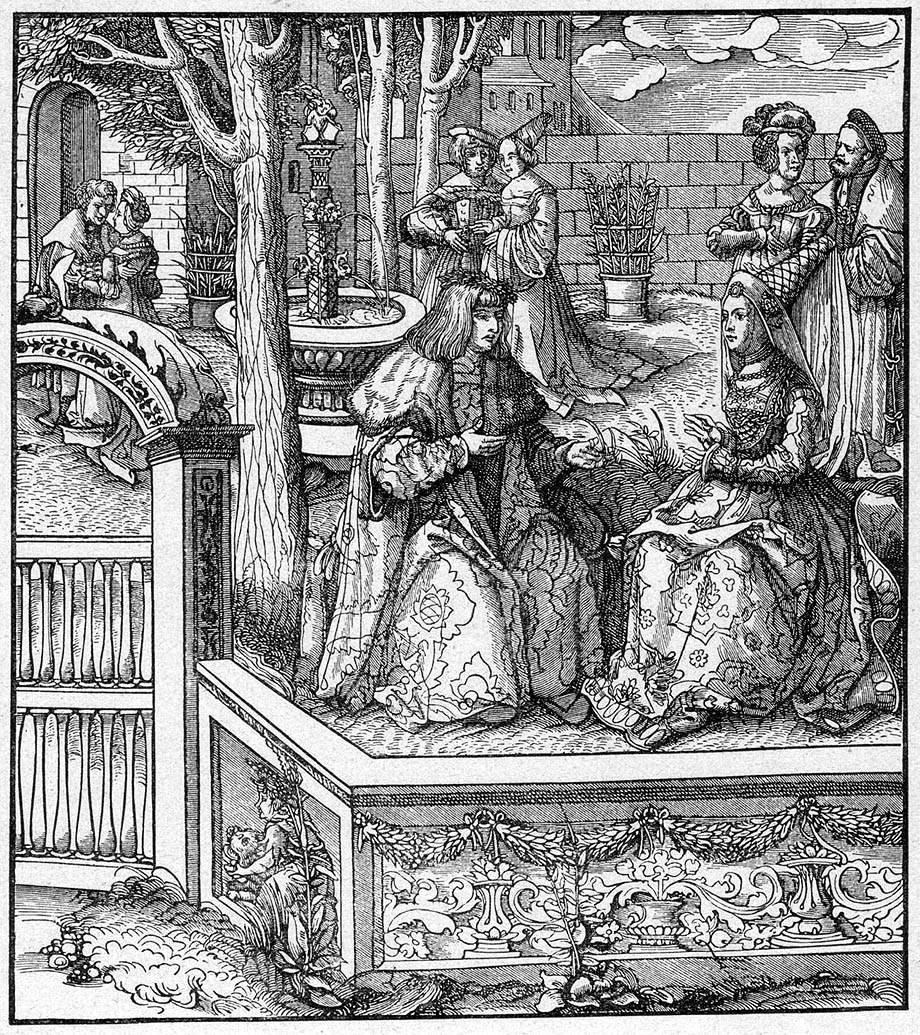
Marie Burgundská a Maxmilián Habsburský

Právě po smrti svého manžela se Markéta ukázala být pro Burgundsko skutečně neocenitelná. Vždy byla považována za obratnou a inteligentní političku. Nové vévodkyni, své nevlastní dceři Marii, poskytla nezměrné vedení a pomoc: s využitím vlastních zkušeností, které získala na dvoře Eduarda IV., kde se do značné míry vyhýbala použití jako pěšák a přispěla k uspořádání vlastního manželství, moudře vedla vévodkyni při rozhodování o jejím sňatku; proti vlně nabídek k sňatku, která zaplavila obě vévodkyně v Gentu (od nedávno ovdovělého vévody z Clarence, od sedmiletého francouzského dauphina Karla, od bratra anglické královny Alžběty Woodvillové), stála pevně a poradila Marii, aby se provdala za Maxmiliána Habsburského, osmnáctiletého syna císaře Svaté říše římské Fridricha III., se kterým Marii zasnoubil již Karel Smělý, a který byl podle názoru Markéty dostatečně ambiciózní a aktivní, aby bránil Mariin odkaz.
Důrazně Marii doporučila, aby přijala Maxmiliánův návrh a okamžitě se za něj provdala; 5. srpna 1477 dorazil do Burgundska a 17. srpna na zámek Ten Waele v Gentu. Tam se setkal s Marií – oba byli "bledí jako smrt", ale našli v sobě navzájem zalíbení – a Markéta se zúčastnila tradičních dvorských her lásky a řekla Maxmiliánovi před shromážděnou šlechtou, že jeho nevěsta "je karafiát, který se sluší objevit." Karafiát se náležitě ukázal na vévodkynině živůtku, ze kterého jej Maxmilián opatrně sundal. Pár byl oddán následující den, 18. srpna.
Burgundsko nebylo ani zdaleka bezpečné: samotné burgundské vévodství už bylo dobyto Francouzi, kteří nadále útočili ze všech stran a využívali nestability státu. Markéta se přestěhovala, aby si zajistila vojenskou podporu od svého bratra Eduarda IV.; ten poslal dostatek podpory, aby umožnil Marii a Maxmiliánovi dále odolávat francouzským zálohám, i když samotné vévodství zůstalo ztraceno. Ludvík XI., který si uvědomoval, jaké nebezpečí pro něj Markéta představuje, se ji pokusil vykoupit francouzským důchodem a příslibem, že ji bude osobně chránit; opovržlivě odmítla a místo toho odplula v létě 1480 do Londýna, kde se jí opět ujal Richard Boyville a vyjednal obnovení anglo-burgundské aliance i obchodu. Nezastavila se ani u podpory Marie a Maxmiliána; když 22. července 1478 Marie porodila syna a dědice Filipa, Ludvík XI. tvrdil, že je dítě ve skutečnosti dívka. Markéta, kmotra dítěte, fámu věcně vyvrátila: když po křtinách odcházeli z kostela sv. Donáta, přesvědčivě dokázala, že dítě je nepochybný muž, tím, že ho svlékla a představila shromážděnému davu. V roce 1480 Marie porodila další dítě, dceru Markétu, která dostala jméno po vévodkyni vdově.

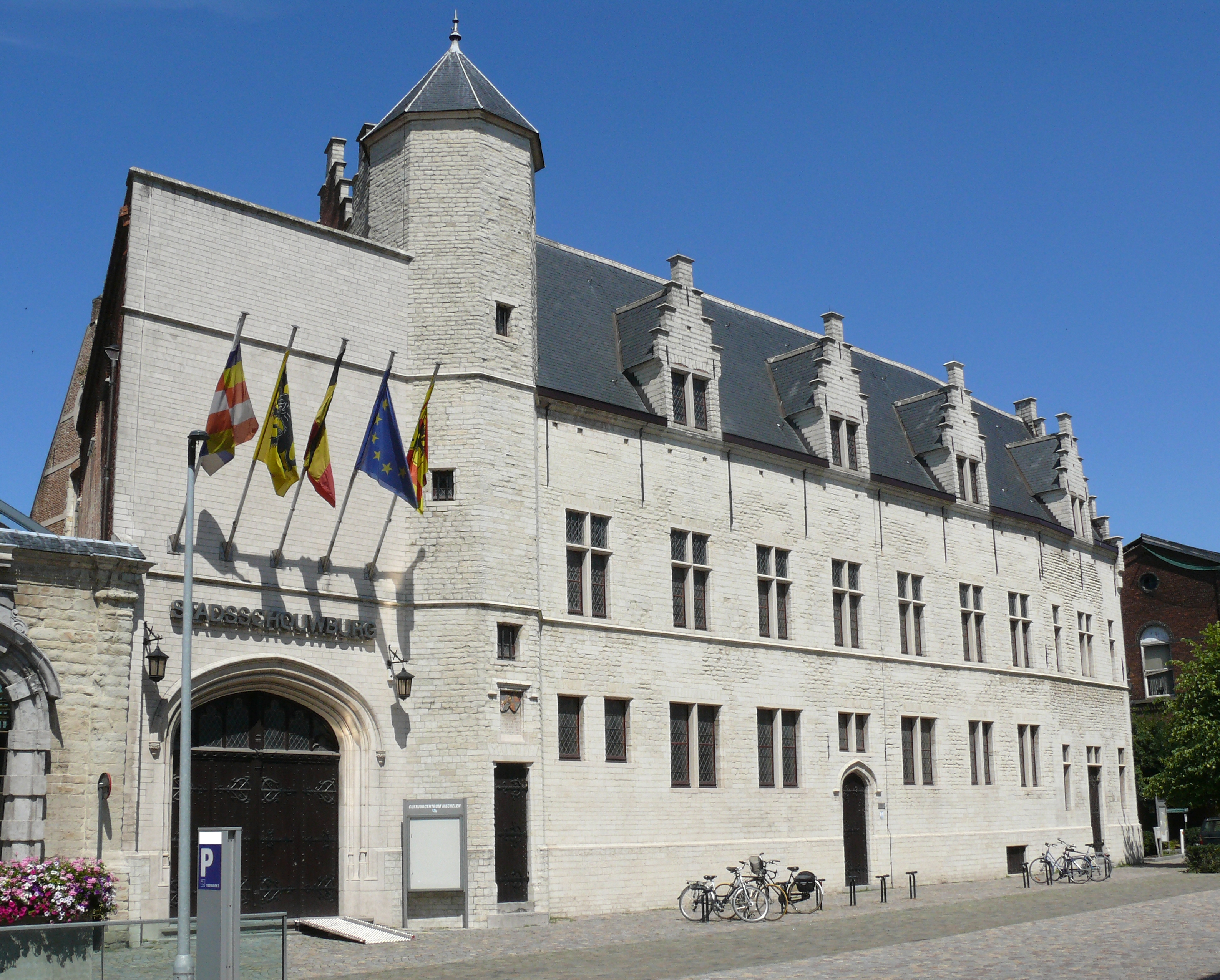
Palác v Mechelenu, kde Markéta trávila většinu svého vdovství a kde také zemřela

Markétě rok 1482 zasadil zničující ránu: její milovaná nevlastní dcera upadla během lovu z koně a zlomila si záda. Marie zraněním 27. března podlehla. Z osobního hlediska to byla pro Markétu tvrdá rána; politicky Mariina smrt burgundský stát dále oslabila. Burgunďané byli sužováni válkou a nebyli ochotni přijmout vládu Maxmiliána jako regenta za jeho syna, čtyřletého vévodu Filipa, nebo dokonce jako poručníka dětí. 23. prosince 1482 podepsaly tři stavy z nížin s Ludvíkem XI. smlouvu z Arrasu, která mu udělila Burgundskou nížinu, Pikardii a hrabství Boulogne. Markéta nedokázala zajistit pomoc od Eduarda IV., který uzavřel příměří s Francií; následně byli s Maxmiliánem nuceni přijmout fait accompli. Maxmilián zprostředkoval osobní smír s Ludvíkem sjednáním zasnoubení své dcery s francouzským dauphinem; dcera byla poslána na vychování na francouzský dvůr; jako věno obdržela svobodné Burgundské hrabství a hrabství Artois.

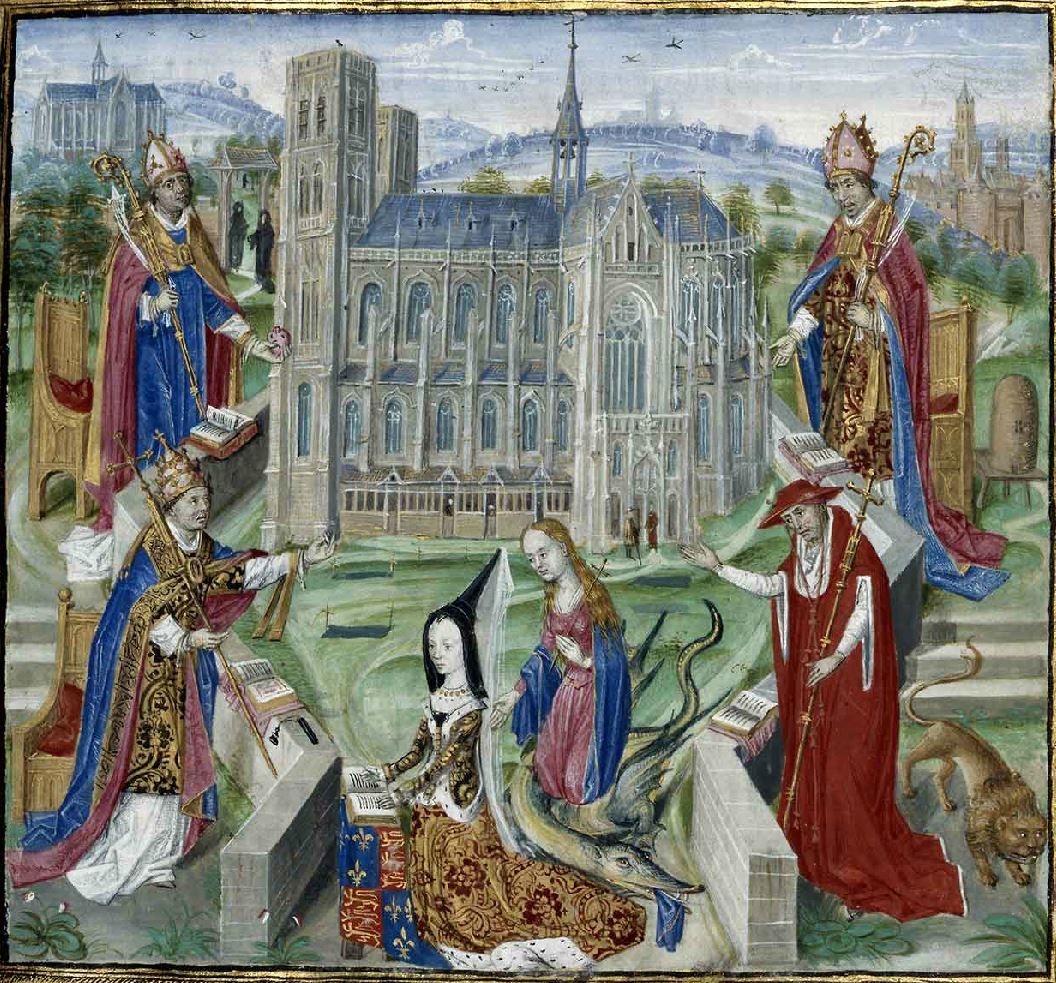
Miniatura Markéty modlící se před katedrálou svatého Michaela archanděla a svaté Guduly v Bruselu

To nebyl konec Markétiných a Maxmiliánových problémů; Nizozemcům se Maxmiliánova vláda nad územím stále nelíbila. V roce 1488 byl v Bruggách zajat občany. Markéta zavolala na pomoc císaře. Později byl po ústupcích propuštěn a také proto, že se Bruggy bály otcovy armády. Následující rok jej otec císař povolal zpět do Rakouska; Burgundsko bylo ponecháno pod správou Markéty a burgundských stavů, spolu také převzali poručnictví mladého vévody Filipa. Později také uvítala zpět Maxmiliánovu dceru Markétu po jejím odmítnutí francouzským dvorem v roce 1493. Její sídlo v Mechelenu se stalo knížecím dvorem. To bylo také místo, kde se měly vzdělávat děti Filipa Sličného, když v roce 1501 odjel do Španělska. Markéta Rakouská, její kmotřenka, si jako ovdovělá místodržící v roce 1507 i nadále zvolila Mechelen za rezidenci (a tím i hlavní město Dolních zemí). Dalším náznakem blízkého vztahu mezi Markétou a Maxmiliánem byla kniha líčící makedonskou monarchii a helénistické království, kterou napsal Justinius a kterou mu dala, s věnováním „Vaše věrná matka“. Znakem, který ukazoval, že tato kniha je určena Maxmiliánovi, byl císařský erb, který nemohl nést před otcovou smrtí v roce 1493, stejně jako kodexový styl, předmět a jazyk.
V té době už Markéta utrpěla další osobní tragédie. Její bratr, vévoda z Clarence, byl v roce 1478 Eduardem IV. popraven; Eduard sám v roce 1483 zemřel nemocný a nakonec bratr Richard, který se ujal trůnu jako Richard III., byl zabit v bitvě u Bosworthu vůdcem Lancasterů Jindřichem Tudorem, hrabětem z Richmondu, který se stal králem Jindřichem VII. a oženil se s dcerou Eduarda IV., Alžbětou z Yorku. Smrtí Richarda III. skončila vláda Yorků v Anglii. Markéta byla proto oddaným zastáncem každého, kdo byl ochotný Tudora napadnout, a podporovala Lamberta Simnela i Perkina Warbecka, dokonce zašla tak daleko, že Warbecka uznala za svého synovce, mladšího syna Eduarda IV. V roce 1495 mu nabídla finance na podporu jeho pokusu o převzetí trůnu a najala kontinentální žoldáky, aby ho doprovázeli na výpravě do Anglie. Warbeck utrpěl významnou porážku v bitvě u Dealu a poté nedokázal dobýt Waterford v Irsku. Warbeck byl pravděpodobně podvodník a byl by zavřen v londýnském Toweru a následně popraven Jindřichem VII. Jindřich považoval Markétu za problematickou, ale nemohl s tím nic dělat, protože ji chránil její nevlastní zeť Maxmilián.
Markéta zemřela 23. listopadu 1503 ve věku 57 let, krátce po návratu svého nevlastního vnuka Filipa Sličného do Burgundska. Její smrt jí umožnila být ušetřena zármutku z Filipovy předčasné smrti na tyfus v roce 1506.

## Odkaz a osobní život

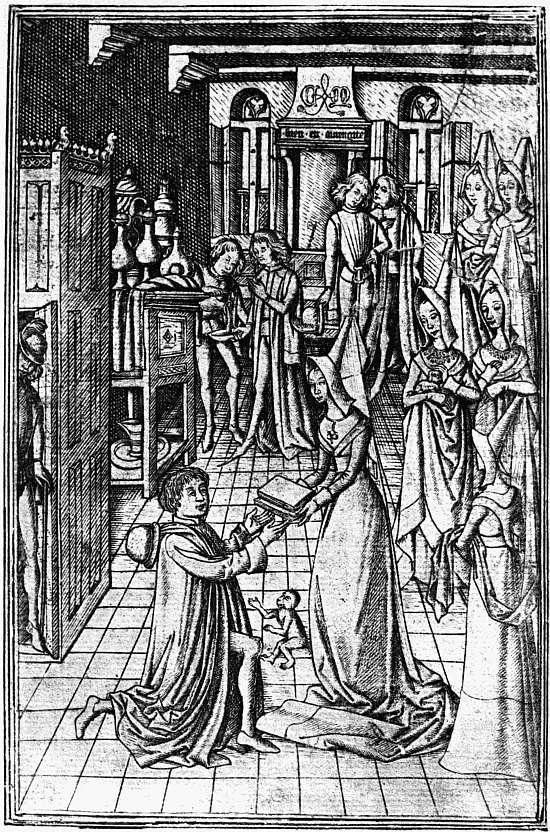
William Caxton dávající Markétě z Yorku otisk Recuyell of the Historyes of Troye. Knihovna Huntington

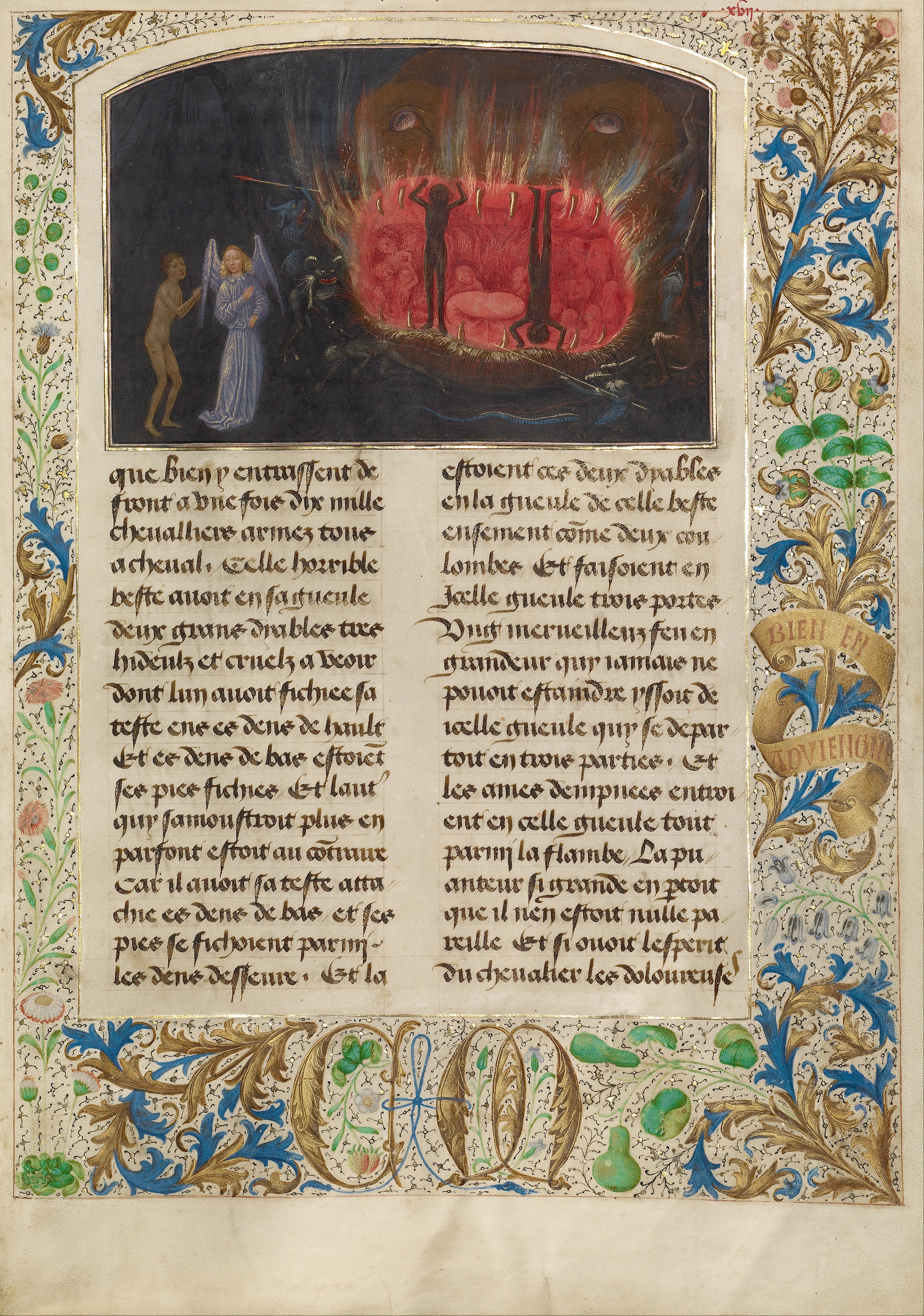
Iluminovaná strana z Tondalovy vize, muzeum J. Paula Gettyho

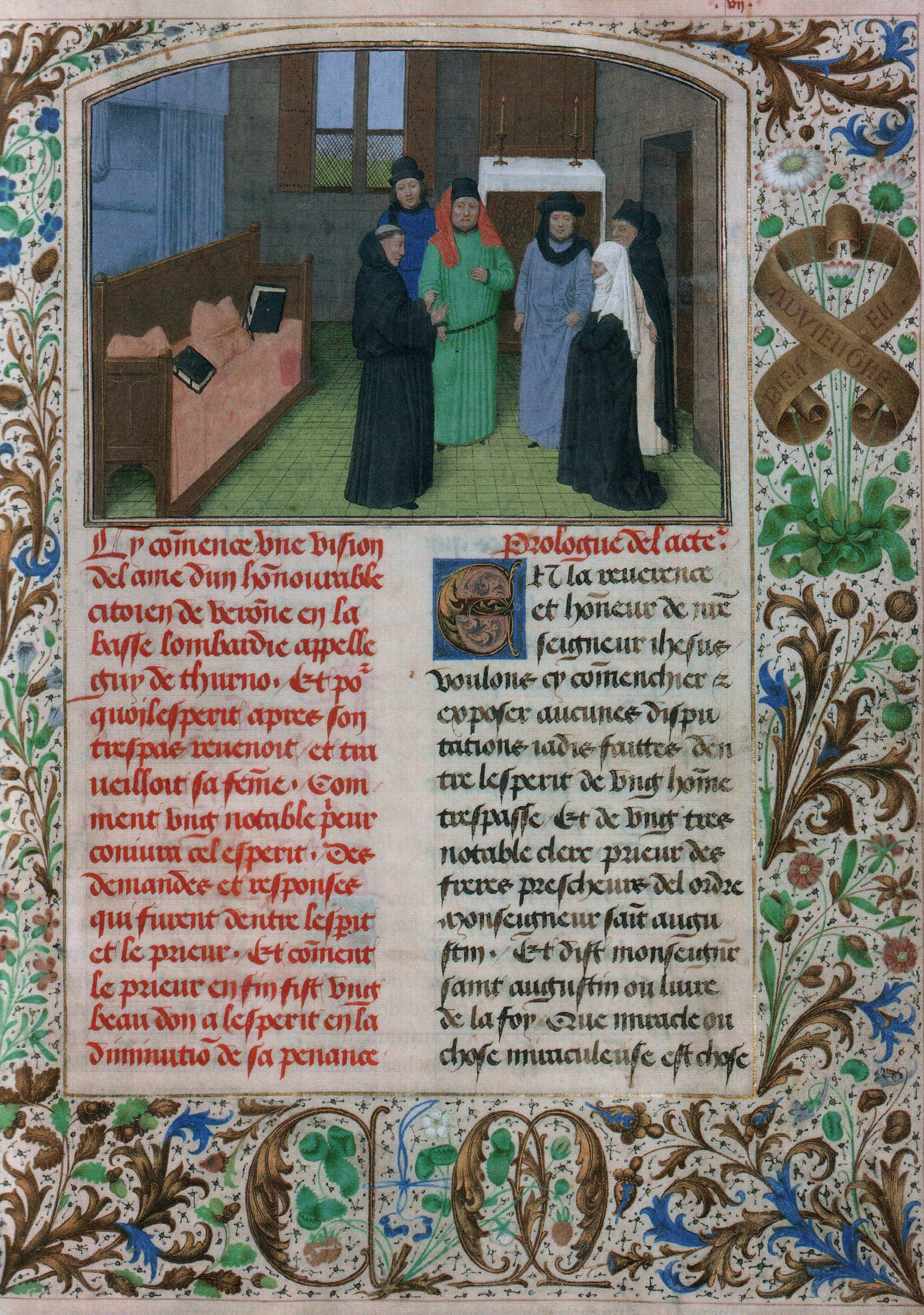
Ilustrovaná strana z Vision d'ame Simona Marmiona - doprovodné knihy k "Tondalově vizi", muzeum J. Paula Gettyho

William Caxton, který v Anglii zavedl nové umění tisku a byl oddaným zastáncem Yorkistů, počítal Markétu za jednu ze svých patronek. Prezentační kopie Recuyella of the Historyes of Troye, první knihy vytištěné v angličtině (konec roku 1473 – začátek roku 1474), má speciálně vyrobenou rytinu zobrazující Caxtona, jak knihu předkládá Markétě.
Markéta byla pohledná žena, ale (zřídka pro nadsázku jejího věku) nikdy nebyla popsána jako krásná, měla jemné rysy a byla téměř 6 stop vysoká, což byl rys zdůrazněný její štíhlostí a rovným a vzpřímeným postojem. Oči měla šedé a ústa malá; její úsměv jí umožňoval předvést její ironický humor, vtip a laskavost. Vzhledem byla úplně jiná než tmavý a statný vévoda Karel Smělý, který byl vzrůstem nižší než ona: když se setkali poprvé, byla nucena se ohnout, aby přijala jeho polibek. Byla ale prudce inteligentní a měla silnou vůli.
S rodinou svého manžela vycházela skvěle: vůči své nevlastní dceři Marii byla velmi mateřská, sdílely spolu zájmy v oblasti čtení, jízdy na koni, lovu a sokolnictví; její tchyně Isabela Portugalská řekla o Markétě, že ji "velmi potěšil pohled na tuto půvabnou dámu i její způsoby a ctnosti". V pozici vévodkyně se ukázala jako schopná vládkyně. Burgundsku sice neporodila mužského dědice, ale zachovala ho před zkázou; jejím činům lze přičíst přežití burgundského státu a zamezení francouzské nadvlády v Evropě.

## Vývod z předků
|                 |                                             |  |                                 |                                   |  |  |  |  |  |  |  | Eduard III. Anglický |
|                 |                                             |  |                                 |                                   |  |  |  |  |  |  |  |                      |
|                 | Edmund z Langley                            |  |                                 |                                   |  |  |  |  |  |  |  |                      |
|                 |                                             |  |                                 |                                   |  |  |  |  |  |  |  |                      |
|                 |                                             |  |                                 | Filipa z Hainault                 |  |  |  |  |  |  |  |                      |
|                 |                                             |  |                                 |                                   |  |  |  |  |  |  |  |                      |
|                 | Richard z Konisburgu                        |  |                                 |                                   |  |  |  |  |  |  |  |                      |
|                 |                                             |  |                                 |                                   |  |  |  |  |  |  |  |                      |
|                 |                                             |  |                                 | Petr I. Kastilský                 |  |  |  |  |  |  |  |                      |
|                 |                                             |  |                                 |                                   |  |  |  |  |  |  |  |                      |
|                 | Isabela Kastilská                           |  |                                 |                                   |  |  |  |  |  |  |  |                      |
|                 |                                             |  |                                 |                                   |  |  |  |  |  |  |  |                      |
|                 |                                             |  |                                 | Marie z Padilly                   |  |  |  |  |  |  |  |                      |
|                 |                                             |  |                                 |                                   |  |  |  |  |  |  |  |                      |
|                 | Richard Plantagenet, 3. vévoda z Yorku      |  |                                 |                                   |  |  |  |  |  |  |  |                      |
|                 |                                             |  |                                 |                                   |  |  |  |  |  |  |  |                      |
|                 |                                             |  |                                 | Edmund Mortimer, 3. hrabě z March |  |  |  |  |  |  |  |                      |
|                 |                                             |  |                                 |                                   |  |  |  |  |  |  |  |                      |
|                 | Roger Mortimer, 4. hrabě z March            |  |                                 |                                   |  |  |  |  |  |  |  |                      |
|                 |                                             |  |                                 |                                   |  |  |  |  |  |  |  |                      |
|                 |                                             |  |                                 | Filipa, 5. hraběnka z Ulsteru     |  |  |  |  |  |  |  |                      |
|                 |                                             |  |                                 |                                   |  |  |  |  |  |  |  |                      |
|                 | Anna de Mortimer                            |  |                                 |                                   |  |  |  |  |  |  |  |                      |
|                 |                                             |  |                                 |                                   |  |  |  |  |  |  |  |                      |
|                 |                                             |  |                                 | Tomáš Holland, 2. hrabě z Kentu   |  |  |  |  |  |  |  |                      |
|                 |                                             |  |                                 |                                   |  |  |  |  |  |  |  |                      |
|                 | Alianore Hollandová, hraběnka z March       |  |                                 |                                   |  |  |  |  |  |  |  |                      |
|                 |                                             |  |                                 |                                   |  |  |  |  |  |  |  |                      |
|                 |                                             |  |                                 | Alice FitzAlan, hraběnka z Kentu  |  |  |  |  |  |  |  |                      |
|                 |                                             |  |                                 |                                   |  |  |  |  |  |  |  |                      |
| Markéta z Yorku |                                             |  |                                 |                                   |  |  |  |  |  |  |  |                      |
|                 |                                             |  |                                 |                                   |  |  |  |  |  |  |  |                      |
|                 |                                             |  | Ralph Neville, 2. baron Neville |                                   |  |  |  |  |  |  |  |                      |
|                 |                                             |  |                                 |                                   |  |  |  |  |  |  |  |                      |
|                 | John Neville, 3. baron Neville              |  |                                 |                                   |  |  |  |  |  |  |  |                      |
|                 |                                             |  |                                 |                                   |  |  |  |  |  |  |  |                      |
|                 |                                             |  |                                 | Alice Audleyová                   |  |  |  |  |  |  |  |                      |
|                 |                                             |  |                                 |                                   |  |  |  |  |  |  |  |                      |
|                 | Ralph Neville, 1. hrabě z Westmorlandu      |  |                                 |                                   |  |  |  |  |  |  |  |                      |
|                 |                                             |  |                                 |                                   |  |  |  |  |  |  |  |                      |
|                 |                                             |  |                                 | Henry Percy, 2. baron Percy       |  |  |  |  |  |  |  |                      |
|                 |                                             |  |                                 |                                   |  |  |  |  |  |  |  |                      |
|                 | Maud Percyová                               |  |                                 |                                   |  |  |  |  |  |  |  |                      |
|                 |                                             |  |                                 |                                   |  |  |  |  |  |  |  |                      |
|                 |                                             |  |                                 | Idoine de Clifford                |  |  |  |  |  |  |  |                      |
|                 |                                             |  |                                 |                                   |  |  |  |  |  |  |  |                      |
|                 | Cecílie Nevillová                           |  |                                 |                                   |  |  |  |  |  |  |  |                      |
|                 |                                             |  |                                 |                                   |  |  |  |  |  |  |  |                      |
|                 |                                             |  |                                 | Eduard III. Anglický              |  |  |  |  |  |  |  |                      |
|                 |                                             |  |                                 |                                   |  |  |  |  |  |  |  |                      |
|                 | Jan z Gentu                                 |  |                                 |                                   |  |  |  |  |  |  |  |                      |
|                 |                                             |  |                                 |                                   |  |  |  |  |  |  |  |                      |
|                 |                                             |  |                                 | Filipa z Hainault                 |  |  |  |  |  |  |  |                      |
|                 |                                             |  |                                 |                                   |  |  |  |  |  |  |  |                      |
|                 | Johana Beaufortová, hraběnka z Westmorlandu |  |                                 |                                   |  |  |  |  |  |  |  |                      |
|                 |                                             |  |                                 |                                   |  |  |  |  |  |  |  |                      |
|                 |                                             |  |                                 | Paon de Roet                      |  |  |  |  |  |  |  |                      |
|                 |                                             |  |                                 |                                   |  |  |  |  |  |  |  |                      |
|                 | Kateřina Swynfordová                        |  |                                 |                                   |  |  |  |  |  |  |  |                      |
|                 |                                             |  |                                 |                                   |  |  |  |  |  |  |  |                      |
|                 |                                             |  |                                 |                                   |  |  |  |  |  |  |  |                      |
|                 |                                             |  |                                 |                                   |  |  |  |  |  |  |  |                      |